# Castelló (Ribera Alta)
Pour les articles homonymes, voir Castelló et Villanueva.
Castelló (nom officiel depuis le 4 septembre 2020 sachant que les noms de la commune ont été Vilanova de Castelló ou Castelló de la Ribera ; en castillan : Villanueva de Castellón) est une commune de la province de Valence dans la Communauté valencienne (Espagne). Elle est située dans la comarque de la Ribera Alta et dans la zone à prédominance linguistique valencienne.

## Toponymie
Jusqu'en 1982, Castelló s'appelait Villanueva de Castellón.
Par la suite, de nombreux changements sur le nom de la commune sont intervenus :
- Le 15 octobre 1982, le nom est changé en Villanova de Castelló[3].
- Le 26 juillet 1994, la commune prend le nom de Castelló de la Ribera[3].
- Le 1er octobre 1998, la commune reprend le nom de Villanueva de Castellón[3]. Ce dernier changement a été contesté jusqu'au Tribunal suprême qui a rendu un jugement le 21 avril 2004[4],[5].
- Le 20 mai 2004, la commune reprend le nom de Castelló de la Ribera[3].
- Le 19 juillet 2005, la commune reprend le nom de Villanueva de Castellón[3].
- Le 4 septembre 2020, la commune prend le nom de Castelló[1].

## Géographie

Localisation de Villanueva de Castellón
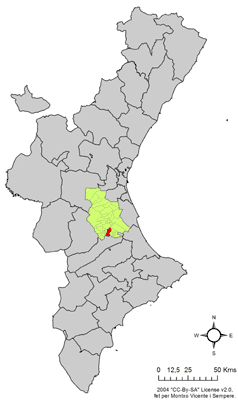
dans la Communauté valencienne.
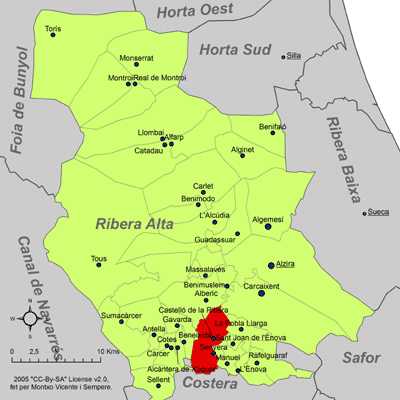
dans la comarque de la Ribera Alta.

### Localités limitrophes
Le territoire communal de Castelló est limitrophe de celui des communes : Alberic, Beneixida, Carcaixent, Gavarda, La Llosa de Ranes, Manuel, La Pobla Llarga, Sant Joanet et Senyera et Xàtiva, toutes situées dans la province de Valence.

### Infrastructures et voies d'accès
La commune de Castelló est desservie par la ligne 1 du métro de Valence.

## Démographie
| 1990  | 1992  | 1994  | 1996  | 1998  | 2000  | 2002  | 2004  | 2005  | 2013  | 2019  |
| ----- | ----- | ----- | ----- | ----- | ----- | ----- | ----- | ----- | ----- | ----- |
| 7 062 | 6 978 | 7 041 | 7 089 | 7 030 | 6 950 | 7 189 | 7 239 | 7 280 | 7 458 | 7 049 |

## Administration
Liste des maires, depuis les premières élections démocratiques.
| Mandat      | Nom du maire                  | Parti politique |
| ----------- | ----------------------------- | --------------- |
| 1979-1987   | José Beneto Ferrús            | PSPV-PSOE       |
| 1987-1995   | Antoni Vizcaino Puche         | EUPV            |
| 1995-1999   | Josefa Esther Guardiola Gómez | EUPV            |
| 1999-2011   | Alfred Gregori i Puig         | EUPV            |
| 2011-2015   | Salvador Álvarez Carbonell    | PP              |
| 2015-2023   | Óscar Noguera Alberola        | Compromís       |
| 2023-2025   | Hortensia Gómez Llácer        | PSPV-PSOE       |
| depuis 2025 | Óscar Noguera Alberola        | Compromís       |

## Jumelage
Castelló est jumelée avec la commune française de Champagne-au-Mont-d'Or, près de Lyon.